# Renault 5 E-Tech Electric
La Renault 5 E-Tech Electric (chiamata anche 5 E-Tech oppure semplicemente R5 o 5 EV) è un'autovettura elettrica prodotta a partire dal 2024 dalla casa automobilistica francese Renault.

## Sviluppo e contesto
Lo sviluppo della Renault 5 E-Tech è iniziato da un modello a grandezza naturale che è stato presentato all'amministratore delegato della Renault Luca de Meo presso il Renault Technocentre di Guyancourt nel luglio 2020. Il modello era uno studio esplorativo di un designer per una piccola auto elettrica che fu rifiutato perché l'azienda non intendeva produrre un'auto dallo stile retrò. Il modello attirò l'attenzione di De Meo, che chiese al team di progettazione di trasformarlo in un prototipo, che fu completato nell'ottobre 2020.
La Renault ha dovuto ridurre il tempo di sviluppo della Renault 5 da quattro a tre anni, utilizzando la piattaforma CMF-B come base. Per costruire il veicolo sono state utilizzate circa 1.100 parti, molte delle quali sono condivise con altri veicoli basati sulla piattaforma CMF-B come la Renault Clio V.
I primi prototipi sono stati sviluppati e collaudati utilizzando le carrozzerie della Clio V montata sulla piattaforma CMF-BEV.
Nel marzo 2023 i giornalisti della stampa specializzata hanno avuto l'opportunità di testare un prototipo della versione di produzione.

## Profilo e descrizione

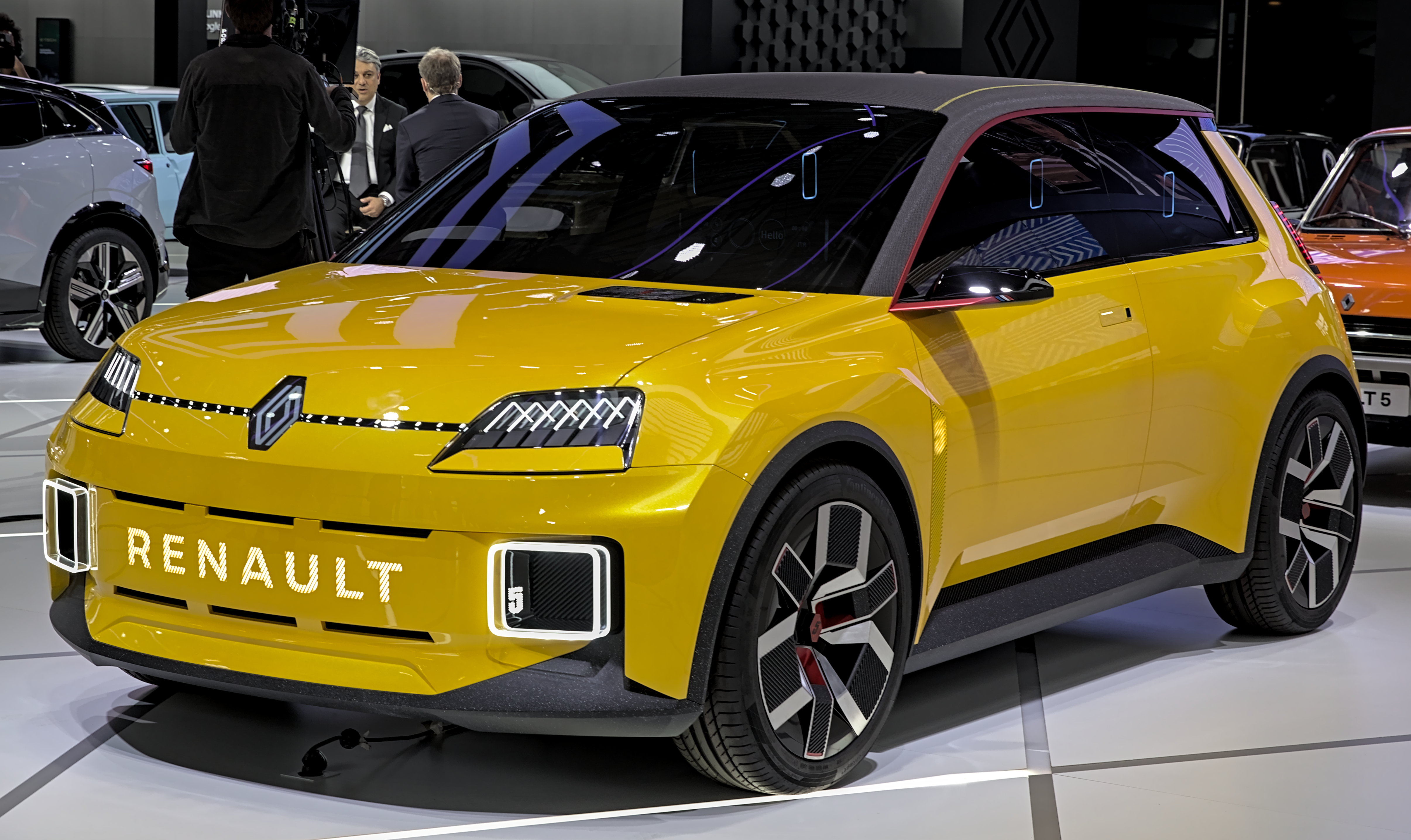
5 Prototype

### Concept car
Presentata in anteprima sotto forma di concept car con il nome di Renault 5 Prototype a gennaio 2021 e poi al pubblico al salone di Monaco nell'autunno 2021, la concept car si basa sulla evoluzione piattaforma CMF, inizialmente designata CMF-B EV e successivamente denominata AmpR Small, prima vettura a portare all'esordio questa architettura. La standardizzazione della piattaforma e della batteria ha ridotto i costi di produzione del 33% rispetto alla Renault Zoe, poiché molti componenti sono condivisi con la piattaforma CMF-B utilizzata nella Renault Clio V.

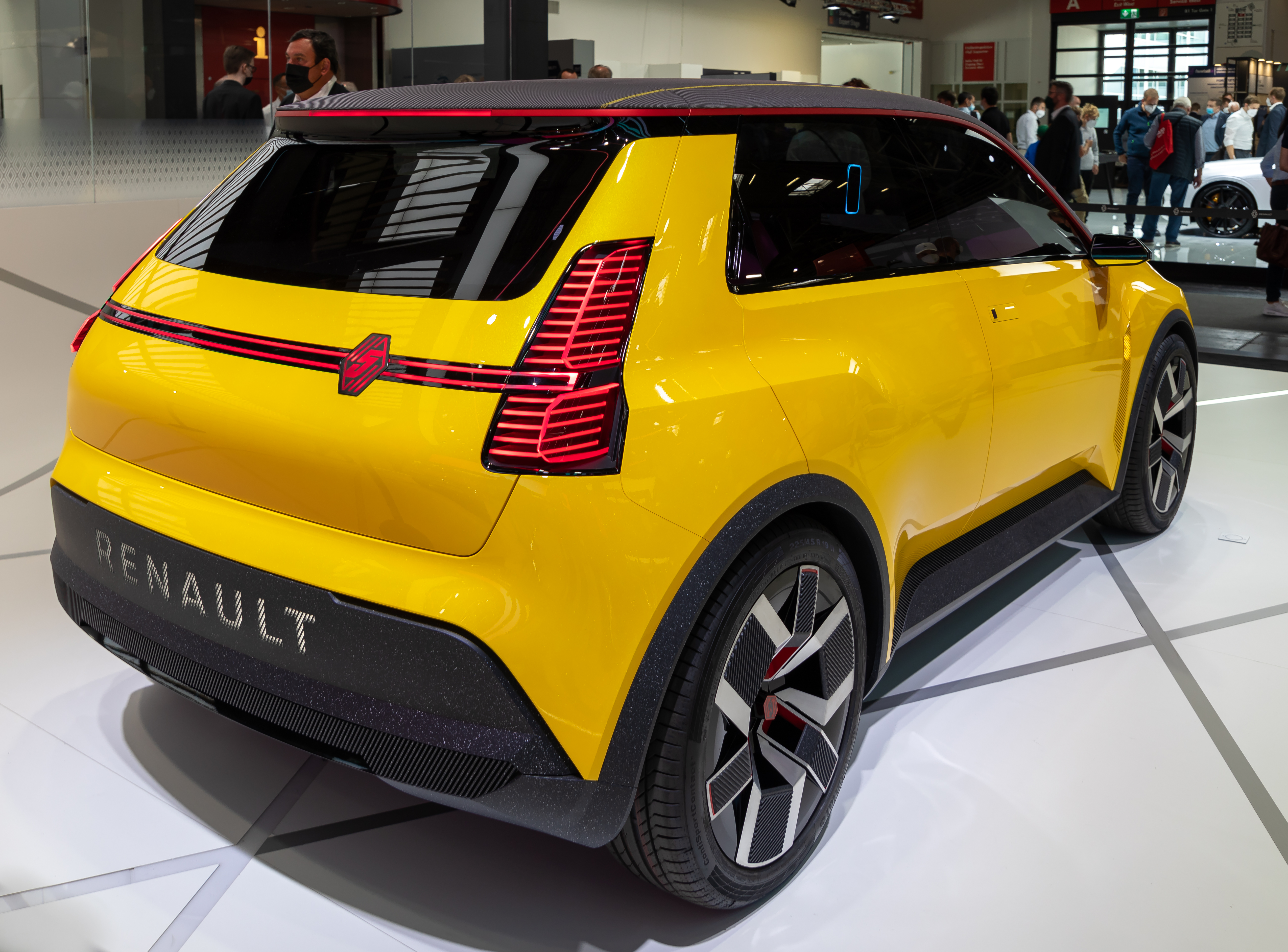
5 Prototype

### Versione di produzione

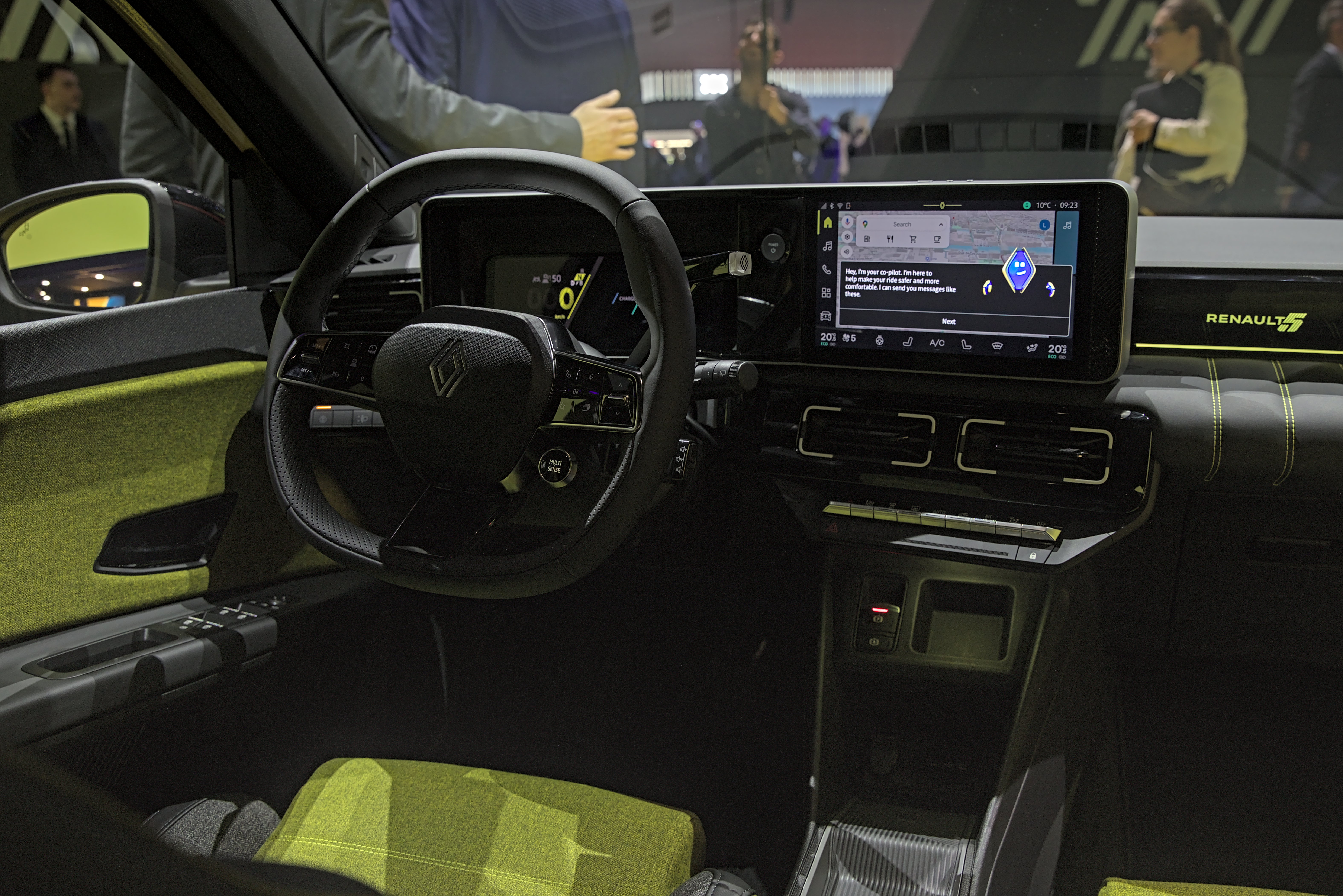
Interni

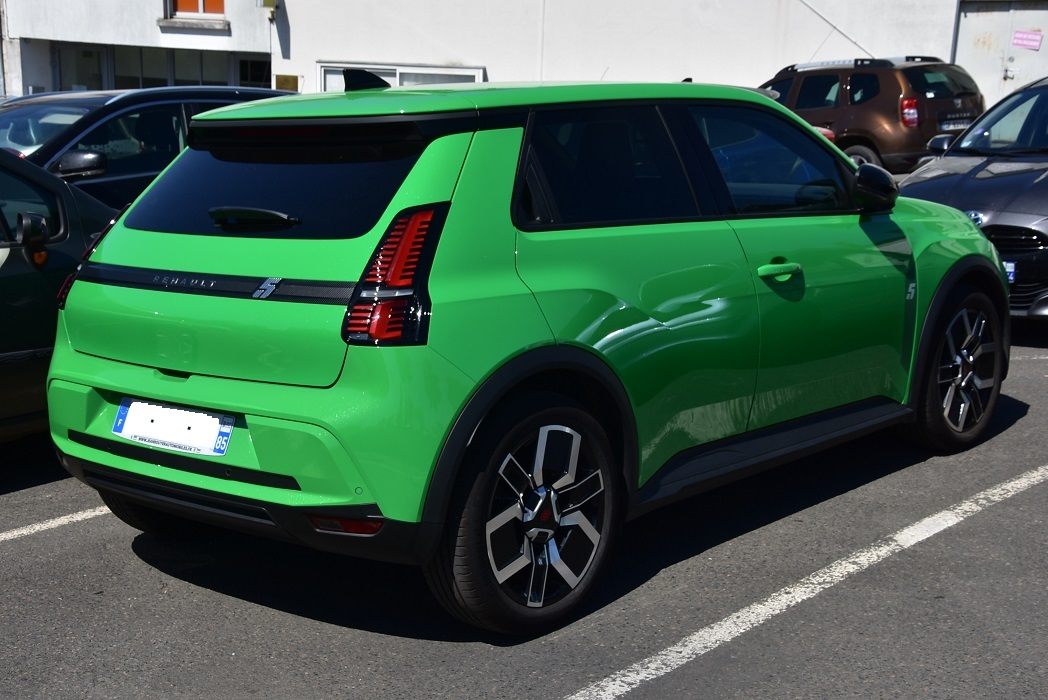
Vista posteriore, in un parcheggio.

Il modello di produzione è stato presentato il 26 febbraio 2024 al salone di Ginevra in Svizzera.
Il design, creato da un team sotto la guida di Gilles Vidal, è ispirato alla Renault 5 degli anni '70. La porta di ricarica è montata sul parafango anteriore sinistro, dietro una sportellino, progettato per assomigliare alla presa d'aria della R5 originale.
Il modello di produzione presenta un'architettura tecnica indipendente sulle quattro ruote, con un classico McPherson all'avantreno e un asse posteriore con sospensione multilink, una batteria all'ossido di litio nichel manganese cobalto più economica e un motore elettrico più leggero rispetto alla Zoe. Il rapporto di sterzo è di 13.7:1, con un diametro di sterzata di 10.3 metri. Le ruote hanno cerchi da 18" con pneumatici 195/55 R18; il bagagliaio posteriore con i sedili in uso ha una capacità di 326 litri.
La R5 Electric è disponibile con 3 motorizzazioni, tutte a trazione anteriore con l'architettura di elettrificazione che è a 400 V. L'entry level è dotata di un motore elettrico a rotore avvolto senza né terre rare né magneti permanenti, da 70 kW (95 CV) e con una coppia di 215 Nm alimentato da una batteria con una capacità di 40 kWh. Il modello superiore mantiene la stessa batteria ma è dotato di un motore più potente da 90 kW (120 CV) e 225 N·m di coppia. Il top di gamma adotta un motore da 110 kW (150 CV) con una coppia di 245 Nm ed è associato a una batteria da 52 kWh; quest'ultima accelera da 0 a 100 km/h in meno di 8 secondi, mentre la velocità massima è limitata elettronicamente a 150 km/h. La versione con batteria 40 kWh pesa circa 1350 kg, mentre la 52 kWh 100 kg in più.

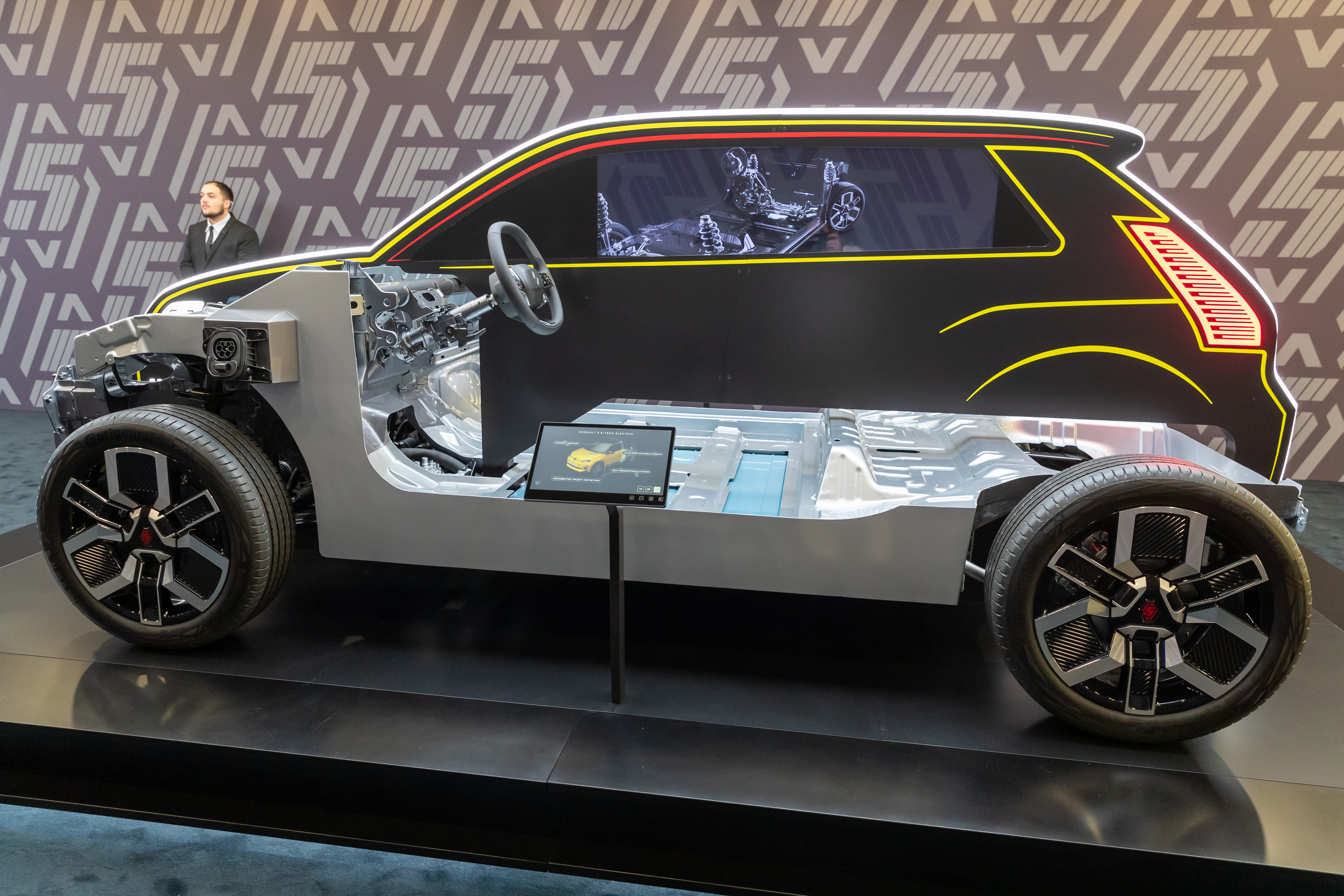
Dettaglio della piattaforma AmpR Small della 5

La Renault 5 E-Tech è tra le prime elettriche a portare al debutto il nuovo caricabatterie bidirezionale in corrente alternata (AC) da 11 kW, che permette di avere la carica bidirezionale e ricaricare altri dispositivi con la batteria della vettura (cosiddetto protocollo V2L vehicle-to-load) e di reimmettere energia elettrica nella rete (V2G vehicle-to-grid) quando la batteria è carica e il veicolo non è in uso. Questa tecnologia è disponibile solo per le versioni da 120 e 150 CV, mentre la base ha la classica unidirezionale.

## Alpine A290

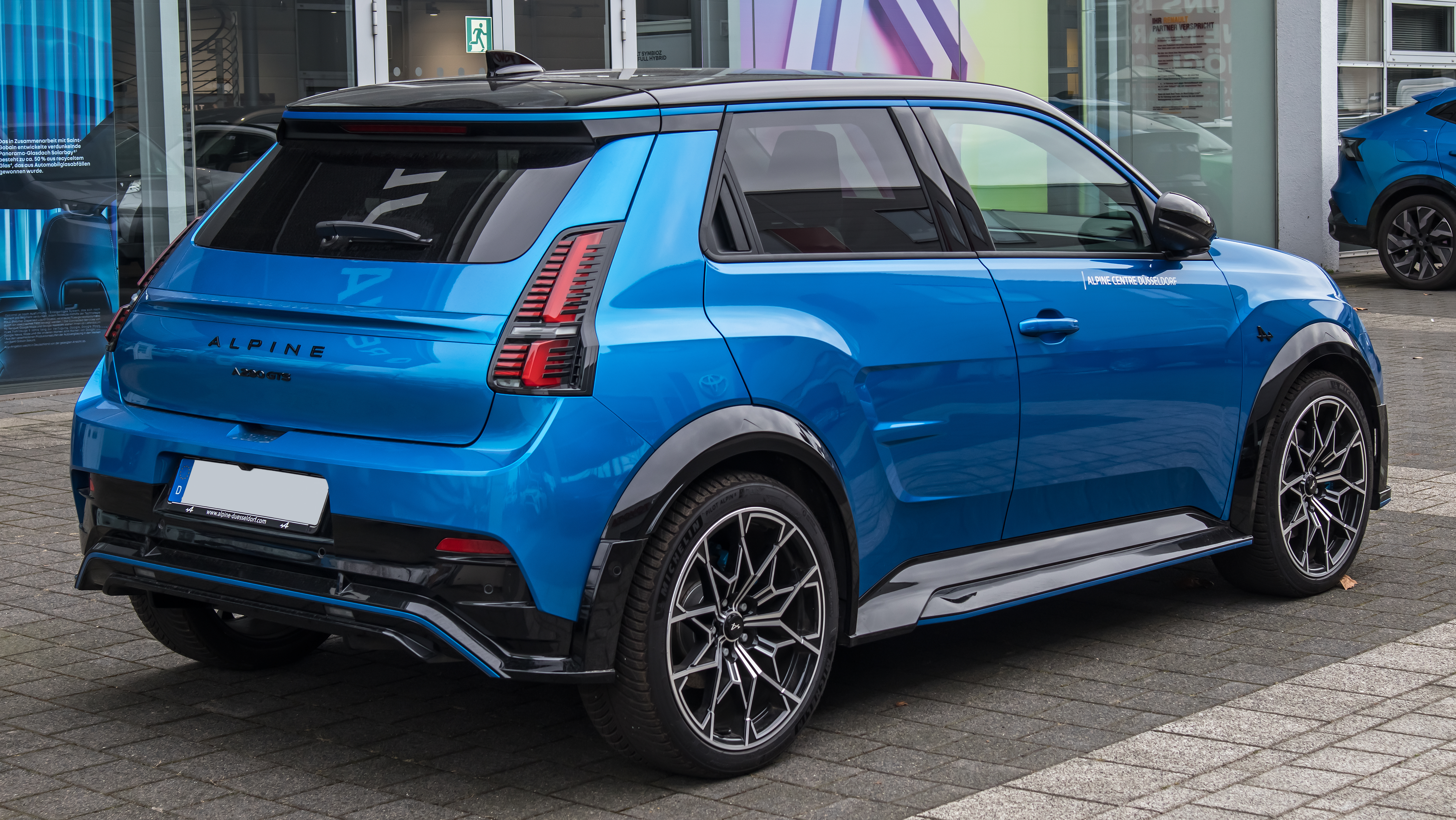
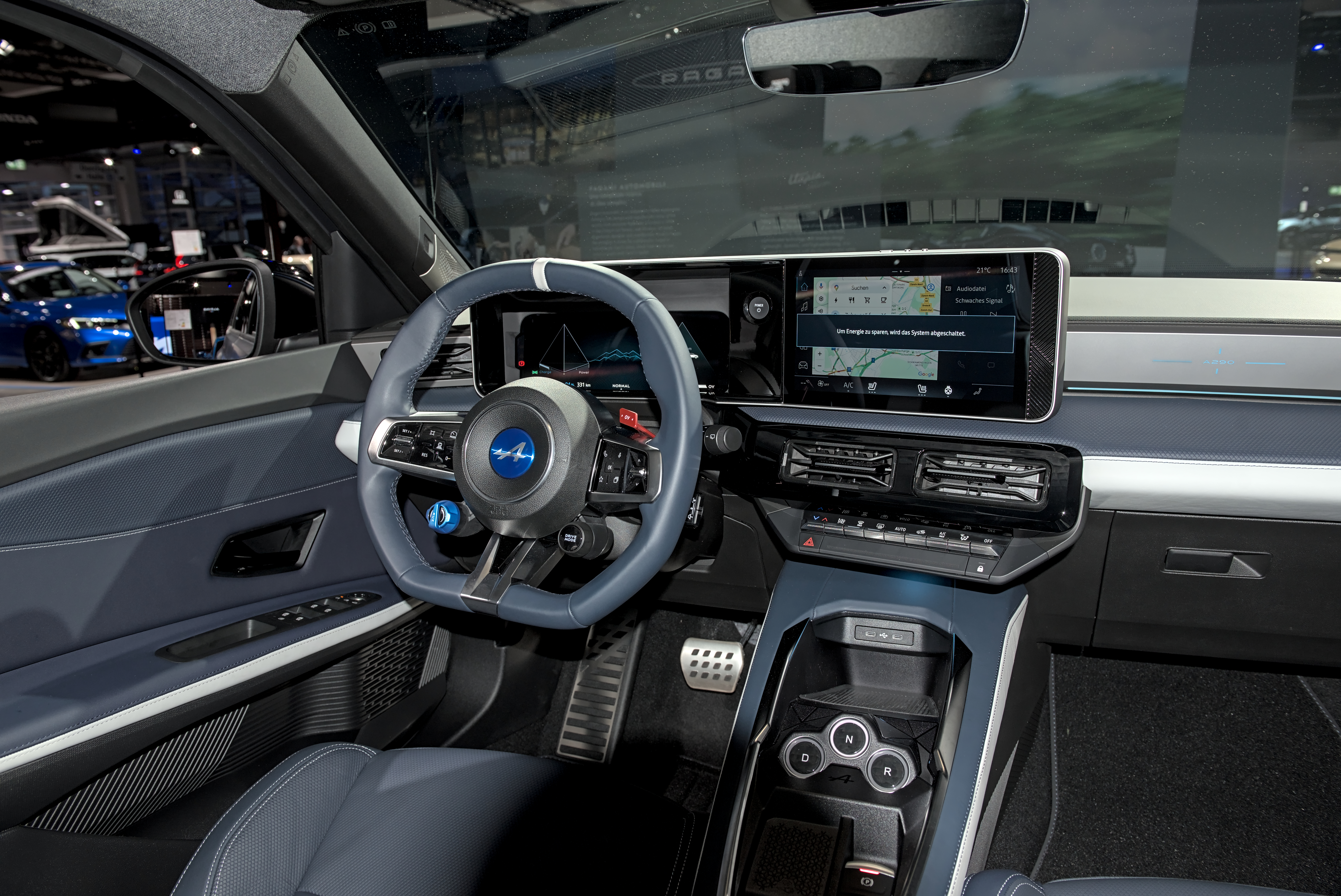

## Riconoscimenti
- 2025 - Auto dell'anno[10]